# الکسی گورینوف
الکسی گورینوف (روسی: Алексе́й Алекса́ндрович Го́ринов؛ زادهٔ ۲۶ ژوئن ۱۹۶۱) وکیل و سیاستمدار اهل روسیه است. او معاون شورای منطقه کراسنوسلسکی مسکو بود که به دلیل مخالفت با پیشنهاد برگزاری مسابقه رقص و نقاشی کودکان با وجود حمله روسیه به اوکراین به هفت سال زندان محکوم شد.